# Antonio Floro Flores
Antonio Floro Flores (Napoli, 18 giugno 1983) è un allenatore di calcio ed ex calciatore italiano, di ruolo attaccante, tecnico della squadra Primavera 2 del Benevento.

## Carriera

### Club

#### Gli esordi e l'Udinese
La sua crescita avviene nei settori giovanili di Atletico Toledo e Posillipo, in condizioni difficili: lo stesso attaccante, nel 2015, ha rivelato che il suo primo allenatore fu un pedofilo. A 17 anni diviene poi un calciatore del Napoli, esordendo in Serie A il 28 gennaio 2001 nella sconfitta (per 3-0) con la Roma. Dopo una stagione con i campani anche in B, passa alla Sampdoria: con i blucerchiati, il 21 febbraio 2004, realizza il primo gol in massima categoria nella gara con il Parma (persa 1-2). In estate fa ritorno alla società partenopea, ma il fallimento di quest'ultima lo lascia senza contratto. A settembre, con la stagione già iniziata, firma così per il Perugia. Grazie anche al suo contributo, i Grifoni raggiungono i play-off del torneo cadetto. Dopo la scomparsa del club umbro, fallito a sua volta, si trasferisce all'Arezzo militandovi per un biennio.
Nel 2007 torna in Serie A, firmando con l'Udinese, esordendo il 26 agosto dello stesso anno nella gara pareggiata per 1-1 con l'Inter.. Il 31 ottobre seguente realizza la sua prima rete con i bianconeri nella vittoria per 2-1 contro il Torino.. Conclude la stagione con 42 gare giocate e 4 reti tra campionato e Coppa Italia (dove va a segno contro il Palermo).
Nella stagione seguente fa il suo esordio nelle coppe europee giocando, il 18 settembre l'andata dei preliminari di Coppa UEFA, gara vinta per 2-0 in casa del Borussia Dortmund, realizzando contestualmente la sua prima rete in competizioni internazionali. Il 12 aprile 2009 mette a referto la sua prima doppietta con i friulani, garantendo la vittoria per 2-0 in casa della Reggina. In totale, ha disputato 42 partite e realizzato 8 reti tra campionato, Coppa UEFA (dove l'Udinese esce ai quarti) e Coppa Italia.
Nella stagione 2009-2010 realizza 9 reti, segnalandosi in particolare per le doppiette realizzate contro Roma e Palermo. Comincia anche il campionato successivo con i bianconeri, mettendo a segno 5 gol in 14 partite tra Serie A e Coppa Italia.

#### Genoa e ritorno all'Udinese
Non rientrando nei piani tattici di Guidolin, lascia la squadra friulana: dopo un iniziale accordo con la Juventus che però non si materializza, il 18 gennaio 2011 passa in prestito al Genoa. Cinque giorni dopo esordisce contro il Chievo, e il 6 febbraio realizza la sua prima rete in rossoblu contro il Milan, fissando il risultato sull'1-1. Nel girone di ritorno del campionato 2010-11 realizza 10 gol e serve 4 assist, contribuendo alla salvezza dell'undici ligure.
Floro Flores è poi tornato all'Udinese. Saltato il preliminare di Champions League a causa di vari infortuni muscolari, rimane fuori fino al 16 ottobre 2011, giorno del rientro contro l'Atalanta, mentre il 20 ottobre gioca la sua prima partita da titolare contro l'Atlético Madrid nei gironi di Europa League, segnando anche una rete e contribuendo al 2-0 in favore dei friulani. Ritrova il gol in A con la maglia dell'Udinese il 18 dicembre nella trasferta contro la Lazio, in una gara terminata 2-2. Va poi a segno contro Juventus, PAOK, Bologna e Genoa, terminando la sua stagione con 6 reti (4 in campionato) a fronte di 34 presenze (26 in campionato).

#### Il prestito al Granada e il ritorno al Genoa
Il 27 giugno 2012 si trasferisce in prestito al Granada fino al 30 giugno 2013, rimanendo quindi in una delle società calcistiche di Pozzo.
Il 3 gennaio ritorna a Udine dal prestito e due giorni dopo viene ceduto a titolo definitivo al Genoa sulla base di un accordo di partecipazione che porta i calciatori Alexander Merkel e Masahudu Alhassan a Udine. Fa l'esordio stagionale con la maglia rossoblù nella prima partita ufficiale del 2013 il 6 gennaio nella sfida interna contro il Bologna vinta dai grifoni per 2 a 0 subentrando a Ciro Immobile nel finale di partita. Dopo per lui un infortunio lo tiene fuori dal campo fino al mese di aprile e il suo primo gol di questa seconda esperienza in rossoblù arriva il 20 aprile nell'1-1 interno contro l'Atalanta.

#### Sassuolo
Il 2 settembre 2013 viene mandato in prestito al Sassuolo con obbligo di riscatto nel caso la squadra emiliana riesca a raggiungere la salvezza. Debutta col club neroverde il 15 settembre seguente nella partita Verona-Sassuolo (2-0), subentrando nel secondo tempo a Ezequiel Schelotto. Il 29 settembre, alla sesta giornata di campionato, trova la sua prima rete stagionale su calcio di punizione nella partita contro la Lazio. L'11 maggio segna la sua prima doppietta stagionale, nella gara vinta contro il Genoa per 4-2, tramite la quale il Sassuolo raggiunge la quota salvezza. Al termine della stagione, che termina con un bilancio stagionale di 7 gol in 30 presenze, viene riscattato dai neroverdi.
Termina la stagione 2014-2015 con 4 gol in 32 presenze.
Inizia la stagione 2015-2016 segnando un gol nella prima partita Sassuolo-Napoli (2-1). Segna il suo secondo gol stagionale il 29 agosto seguente nella partita Bologna-Sassuolo (0-1), subentrando a Matteo Politano.

#### Chievo e Bari
Il 1º febbraio 2016 passa al Chievo in prestito con l'obbligo di riscatto. Il 20 aprile 2016 segna il suo primo gol contro il Frosinone per il momentaneo 1-1 dei clivensi.
Il 20 gennaio 2017 passa al Bari in prestito con l'obbligo di riscatto in caso di promozione in Serie A. Segna la sua prima rete con i biancorossi alla 24ª giornata contro il Vicenza. Sigla in tutto 4 reti. La squadra termina la stagione al 12º posto in classifica. Terminato il prestito, Floro Flores fa ritorno alla squadra clivense ma il 13 luglio 2017 viene ufficializzato il ritorno, sempre in prestito, al Bari. Segna la prima rete stagione alla dodicesima giornata di campionato, nella partita vinta 3-0 contro l'Ascoli. Complessivamente con i pugliesi in un anno e mezzo ha messo insieme 41 presenze e 7 gol.
Dopo il fallimento del club fa ritorno al Chievo ma il 13 agosto 2018 rescinde il proprio contratto.

#### Casertana e ritiro dal calcio
Il 6 settembre 2018 firma un biennale con la Casertana, militante in Serie C.
Il 29 gennaio 2020, dopo 27 presenze e 5 gol realizzati con il club campano, annuncia il proprio ritiro dal calcio giocato.

#### Nazionale
È l'unico calciatore nella storia della Nazionale italiana ad aver collezionato presenze da svincolato. Nel settembre 2004, all'epoca senza contratto, giocò 2 partite con l'Under-21 segnando una rete. Tali presenze, le ultime con la squadra, rappresentano la metà del totale.

### Allenatore
Il 20 agosto 2020, pochi mesi dopo aver lasciato l'attività agonistica, diventa il nuovo tecnico della formazione Under-17 della Casertana, venendo contestualmente nominato responsabile del settore giovanile del club campano.
Nel dicembre dello stesso anno, diventa tecnico della formazione Under-17 della Paganese.

Conclusa l'esperienza a Pagani, il 6 luglio 2021 viene assunto come allenatore della Frattese.
Il 1º luglio 2022 viene annunciato come nuovo tecnico dell'Angri, neo promosso in Serie D. Dopo uno stentato avvio di stagione, tuttavia, viene esonerato l'11 ottobre seguente.
Nell'estate 2024, il Benevento ne annuncia l'ingaggio, affidandogli la panchina della selezione Under-17.

## Statistiche

### Presenze e reti nei club
| Stagione         | Squadra          | Campionato       | Campionato | Campionato | Coppe nazionali | Coppe nazionali | Coppe nazionali | Coppe continentali | Coppe continentali | Coppe continentali | Altre coppe | Altre coppe | Altre coppe | Totale | Totale |
| Stagione         | Squadra          | Comp             | Pres       | Reti       | Comp            | Pres            | Reti            | Comp               | Pres               | Reti               | Comp        | Pres        | Reti        | Pres   | Reti   |
| ---------------- | ---------------- | ---------------- | ---------- | ---------- | --------------- | --------------- | --------------- | ------------------ | ------------------ | ------------------ | ----------- | ----------- | ----------- | ------ | ------ |
| 2000-2001        | Napoli           | A                | 2          | 0          | CI              | 1               | 0               | -                  | -                  | -                  | -           | -           | -           | 3      | 0      |
| 2001-2002        | Napoli           | B                | 14         | 0          | CI              | 1               | 0               | -                  | -                  | -                  | -           | -           | -           | 15     | 0      |
| 2002-2003        | Napoli           | B                | 32         | 2          | CI              | 3               | 0               | -                  | -                  | -                  | -           | -           | -           | 35     | 2      |
| 2003-gen. 2004   | Napoli           | B                | 14         | 1          | CI              | 1               | 0               | -                  | -                  | -                  | -           | -           | -           | 15     | 1      |
| Totale Napoli    | Totale Napoli    | Totale Napoli    | 62         | 3          |                 | 6               | 0               |                    | -                  | -                  |             | -           | -           | 68     | 3      |
| gen.-giu. 2004   | Sampdoria        | A                | 4          | 1          | CI              | -               | -               | -                  | -                  | -                  | -           | -           | -           | 4      | 1      |
| set. 2004-2005   | Perugia          | B                | 23+4       | 6+2        | CI              | -               | -               | -                  | -                  | -                  | -           | -           | -           | 27     | 8      |
| 2005-2006        | Arezzo           | B                | 39         | 14         | CI              | 1               | 0               | -                  | -                  | -                  | -           | -           | -           | 40     | 14     |
| 2006-2007        | Arezzo           | B                | 40         | 14         | CI              | 7               | 3               | -                  | -                  | -                  | -           | -           | -           | 47     | 17     |
| Totale Arezzo    | Totale Arezzo    | Totale Arezzo    | 79         | 28         |                 | 8               | 3               |                    | -                  | -                  |             | -           | -           | 87     | 31     |
| 2007-2008        | Udinese          | A                | 37         | 3          | CI              | 5               | 1               | -                  | -                  | -                  | -           | -           | -           | 42     | 4      |
| 2008-2009        | Udinese          | A                | 33         | 7          | CI              | 1               | 0               | CU                 | 8                  | 1                  | -           | -           | -           | 42     | 8      |
| 2009-2010        | Udinese          | A                | 32         | 9          | CI              | 2               | 0               |                    | -                  | -                  | -           | -           | -           | 34     | 9      |
| 2010-gen. 2011   | Udinese          | A                | 12         | 3          | CI              | 2               | 2               |                    | -                  | -                  | -           | -           | -           | 14     | 5      |
| gen.-giu. 2011   | Genoa            | A                | 18         | 10         | CI              | -               | -               | -                  | -                  | -                  | -           | -           | -           | 18     | 10     |
| 2011-2012        | Udinese          | A                | 26         | 4          | CI              | 1               | 0               | UCL+UEL            | 0+7                | 2                  | -           | -           | -           | 34     | 6      |
| Totale Udinese   | Totale Udinese   | Totale Udinese   | 140        | 26         |                 | 11              | 3               |                    | 15                 | 3                  |             | -           | -           | 166    | 32     |
| 2012-gen. 2013   | Granada          | PD               | 10         | 1          | CR              | 2               | 0               | -                  | -                  | -                  | -           | -           | -           | 12     | 1      |
| gen.-giu 2013    | Genoa            | A                | 11         | 2          | CI              | -               | -               | -                  | -                  | -                  | -           | -           | -           | 11     | 2      |
| ago.-set. 2013   | Genoa            | A                | 2          | 0          | CI              | 1               | 0               | -                  | -                  | -                  | -           | -           | -           | 3      | 0      |
| Totale Genoa     | Totale Genoa     | Totale Genoa     | 31         | 12         |                 | 1               | 0               |                    | -                  | -                  |             | -           | -           | 32     | 12     |
| set. 2013-2014   | Sassuolo         | A                | 29         | 7          | CI              | 1               | 0               | -                  | -                  | -                  | -           | -           | -           | 30     | 7      |
| 2014-2015        | Sassuolo         | A                | 29         | 2          | CI              | 3               | 2               | -                  | -                  | -                  | -           | -           | -           | 32     | 4      |
| 2015-gen. 2016   | Sassuolo         | A                | 14         | 3          | CI              | 2               | 1               | -                  | -                  | -                  | -           | -           | -           | 16     | 4      |
| Totale Sassuolo  | Totale Sassuolo  | Totale Sassuolo  | 72         | 12         |                 | 6               | 3               |                    | -                  | -                  |             | -           | -           | 78     | 15     |
| gen.-giu. 2016   | Chievo           | A                | 14         | 1          | CI              | -               | -               | -                  | -                  | -                  | -           | -           | -           | 14     | 1      |
| 2016-gen. 2017   | Chievo           | A                | 12         | 0          | CI              | 1               | 0               | -                  | -                  | -                  | -           | -           | -           | 13     | 0      |
| Totale Chievo    | Totale Chievo    | Totale Chievo    | 26         | 1          |                 | 1               | 0               |                    | -                  | -                  |             | -           | -           | 27     | 1      |
| gen.-giu. 2017   | Bari             | B                | 13         | 4          | CI              | -               | -               | -                  | -                  | -                  | -           | -           | -           | 13     | 4      |
| 2017-2018        | Bari             | B                | 27+1       | 3          | CI              | 0               | 0               | -                  | -                  | -                  | -           | -           | -           | 28     | 3      |
| Totale Bari      | Totale Bari      | Totale Bari      | 40+1       | 7          |                 | 0               | 0               |                    | -                  | -                  |             | -           | -           | 41     | 7      |
| 2018-2019        | Casertana        | C                | 18         | 3          | CI-C            | 0               | 0               | -                  | -                  | -                  | -           | -           | -           | 18     | 3      |
| 2019-gen. 2020   | Casertana        | C                | 8          | 1          | CI-C            | 1               | 1               | -                  | -                  | -                  | -           | -           | -           | 9      | 2      |
| Totale Casertana | Totale Casertana | Totale Casertana | 26         | 4          |                 | 1               | 1               |                    | -                  | -                  |             | -           | -           | 27     | 5      |
| Totale carriera  | Totale carriera  | Totale carriera  | 413+5      | 101+2      |                 | 36              | 10              |                    | 15                 | 3                  |             | -           | -           | 570    | 116    |

### Cronologia presenze e reti in nazionale Under-21
| Cronologia completa delle presenze e delle reti in nazionale ― Italia under 21 | Cronologia completa delle presenze e delle reti in nazionale ― Italia under 21 | Cronologia completa delle presenze e delle reti in nazionale ― Italia under 21 | Cronologia completa delle presenze e delle reti in nazionale ― Italia under 21 | Cronologia completa delle presenze e delle reti in nazionale ― Italia under 21 | Cronologia completa delle presenze e delle reti in nazionale ― Italia under 21 | Cronologia completa delle presenze e delle reti in nazionale ― Italia under 21 | Cronologia completa delle presenze e delle reti in nazionale ― Italia under 21 |
| Data                                                                           | Città                                                                          | In casa                                                                        | Risultato                                                                      | Ospiti                                                                         | Competizione                                                                   | Reti                                                                           | Note                                                                           |
| ------------------------------------------------------------------------------ | ------------------------------------------------------------------------------ | ------------------------------------------------------------------------------ | ------------------------------------------------------------------------------ | ------------------------------------------------------------------------------ | ------------------------------------------------------------------------------ | ------------------------------------------------------------------------------ | ------------------------------------------------------------------------------ |
| 19-11-2002                                                                     | Giulianova                                                                     | Italia under 21                                                                | 0 – 3                                                                          | Turchia under 21                                                               | Amichevole                                                                     | -                                                                              | 63’                                                                            |
| 11-5-2004                                                                      | Lanciano                                                                       | Italia under 21                                                                | 3 – 1                                                                          | Polonia under 21                                                               | Amichevole                                                                     | -                                                                              | 51’                                                                            |
| 3-9-2004                                                                       | Trapani                                                                        | Italia under 21                                                                | 2 – 0                                                                          | Norvegia under 21                                                              | Qual. Europeo Under-21 2006                                                    | -                                                                              | 88’                                                                            |
| 7-9-2004                                                                       | Chișinău                                                                       | Moldavia under 21                                                              | 0 – 1                                                                          | Italia under 21                                                                | Qual. Europeo Under-21 2006                                                    | 1                                                                              | 73’                                                                            |
| Totale                                                                         |                                                                                | Presenze                                                                       | 4                                                                              |                                                                                | Reti                                                                           | 1                                                                              |                                                                                |